# Inguiomerus
Inguiomerus, of waarschijnlijker Ingviomerus, leefde rond het begin van de jaartelling in het huidige Noord-West-Duitsland.
Hij was de oom van Arminius, en een man met veel aanzien, zowel onder zijn landgenoten, de Cherusken, als bij de Romeinen. Na in eerste instantie een gematigd pro-Romeinse koers te hebben gevoerd, liet hij zich, na de ontvoering van Arminius' echtgenote Thusnelda door Segestus overhalen de kant van Arminius te kiezen.
Als veldheer bleek hij minder succesvol dan Arminius. In de strijd tegen Germanicus die op een wraakexpeditie Germania binnentrok, maakte hij een foutieve inschatting en delfde het onderspit tegen legeraanvoerder onder Germanicus, Aulus Caecina Severus. De Cherusken verloren hun overwicht in de strijd tegen de Romeinen en deze wisten te ontsnappen. Later (16) raakte Inguiomerus zwaargewond in de slag van Idavisto.
Vanwege zijn hoge leeftijd, en de koninklijke aspiraties van Arminius, loopt Inguiomerus later over naar Maroboduus, die hem als propagandamiddel inzet tegen de Cherusken bij de veldslag tegen Arminius. Maroboduus werd verslagen en later, mede door gemanipuleer van de Romeinen, door Catualda verdreven.
Hoe het nadien met Inguiomerus afliep, is onbekend.